# Vasile Lupu

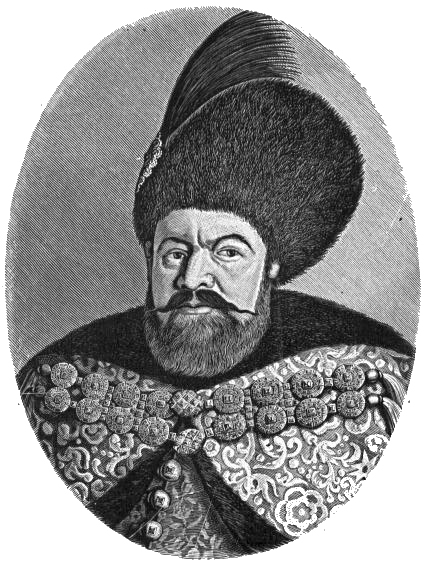
Vasile Lupu

Vasile Lupu (eigentlich Vasile Coci, Beiname Lupu, der Wolf; * um 1595, wahrscheinlich in  Arbanassi, Osmanisches Reich; † April 1661 in Konstantinopel, Osmanisches Reich) war Herrscher des Fürstentums Moldau von April 1634 bis zum 13. April 1653 und vom 8. Mai bis zum 16. Juli 1653.

## Leben
Herkunft und frühe Jahre
Vasile Lupu war aromunischer Herkunft. Der Geburtsort war Arbanassi, wahrscheinlich bei Tarnowo im heutigen Bulgarien (möglich auch Dolno Arbanassi, heute Arnautskaja, Teil von Razgrad). Der Vater Nicolae Coci bekleidete Hofämter in den Fürstentümern Moldau und Walachei. Der Junge erhielt eine gute griechische Bildung.
Von 1619 bis 1620 war er Großschatzmeister in der Walachei, 1625 zweiter Logothet, 1627 Mundschenk, 1629 bis 1630 Hetman und 1631 Statthalter der unteren Moldau.
Um 1625 schloss Vasile Lupu eine Ehe mit Tudosca, der Tochter des Bojaren Costea Bacioc in Jassy. Um 1633 führte er einen Aufstand der Bojaren gegen den walachischen Fürsten Alexandru Ilias an.
 Fürst von Moldau seit 1634

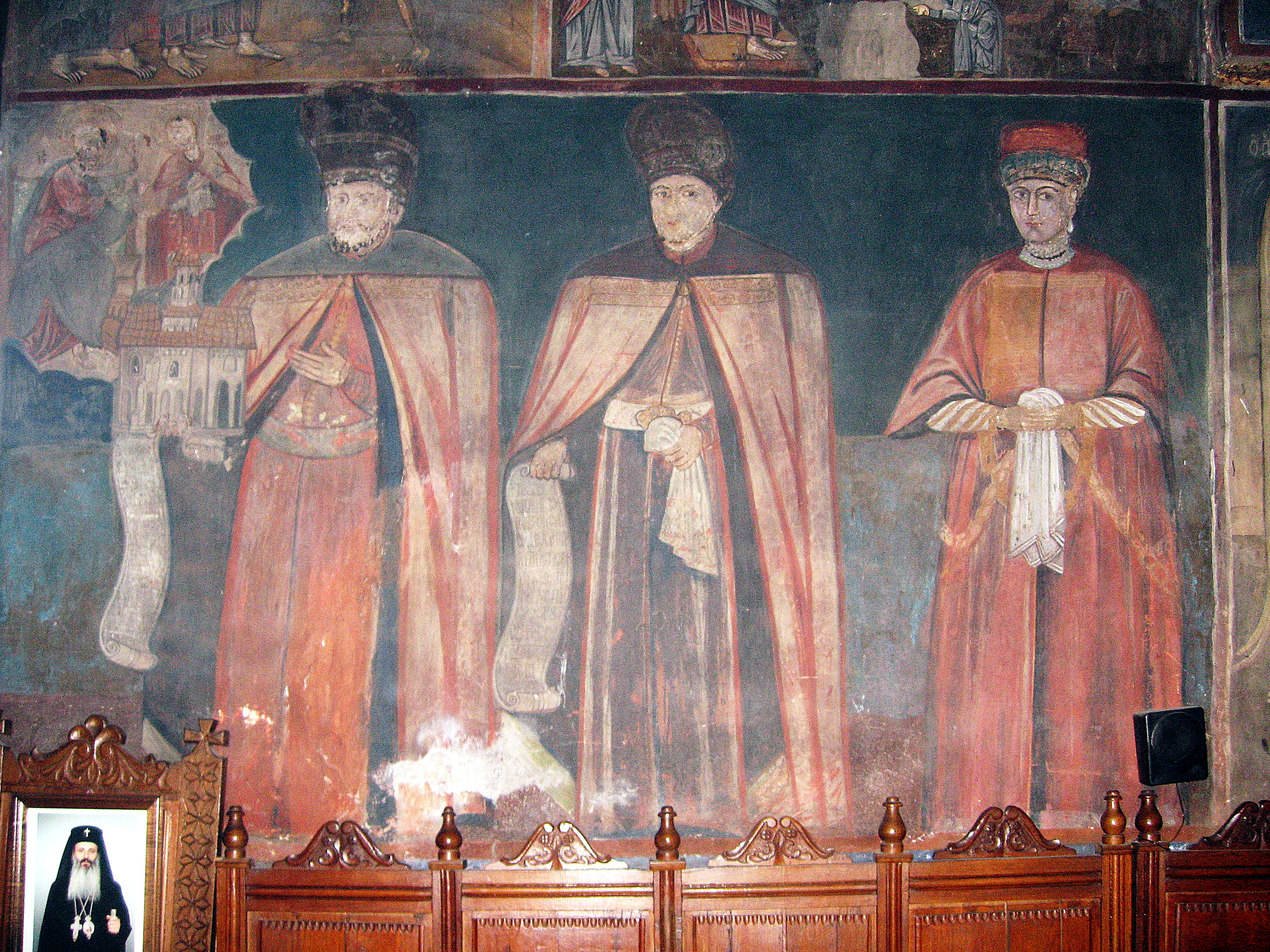
Fresco im Kloster Hlincea, links Vasile Lupu, rechts Ehefrau Ekaterina Cercheza

Lupu wurde im April 1634 mit Hilfe des Osmanischen Reiches als Nachfolger des gestürzten Moise Movilă auf den moldauischen Thron eingesetzt, wohl gegen den Willen eines Teils der einheimischen Bojaren wegen seiner fremden Herkunft. Gegenüber der Hohen Pforte erfüllte er seine Verpflichtungen und zahlte Tribut, dabei stützte er sich auf lokale Bojaren und den Klerus. Vasile Lupu setzte etliche Griechen in hohe Staatsämter ein und erhöhte so auch den Einfluss der griechischen Kultur in der Moldau.
Vasile Lupu versuchte seine Herrschaft auf die Walachei und Siebenbürgen auszudehnen und erhielt zeitweilig vom Sultan den Titel des walachischen Herrschers zugesagt. 1637 unternahm er einen erfolglosen Feldzug in der Walachei, musste sich aber nach dem Eingreifen der Osmanen, welche den Fürsten Matei Basarab stützten, wieder zurückziehen. Zwei Jahre später, wurden seine Truppen 1639 nach einem Vorstoß auf Bukarest, in einem Gefecht in der Nähe des Dorfes Ojogeni (Nanishur) besiegt. 1640 erfolgte der Gegenangriff eines walachischen Heeres unter Ion Movila, welcher ebenfalls nach dem Schiedsspruch der Osmanen an der Linie Trotus-Milcov aufgegeben werden musste. In den folgenden Jahren blieben die Beziehungen zum Fürsten Matei Basarab neutral, erst im letzten Regierungsjahr kam es 1652 zu neuen Auseinandersetzungen.
Während seiner Regierungszeit erzielte das Land bedeutende Erfolge in Wirtschaft und Kultur. Der Wohlstand kam jedoch nur der herrschende Klasse zugute, für die arme Bevölkerung und die Bauernschaft war seine Herrschaft nur die Fortsetzung der üblichen hohen Steuerbelastung und Tyrannei. In dieser Zeit wurde in Jassy die Kathedrale der drei Heiligen Könige erbaut. Vasile Lupu ließ 1642 im Zusammenwirken mit dem Metropoliten von Kiew, Patrescu Movila die erste Buchdruckerei der Moldau gründen. Zudem führte er 1646 als Erster im Fürstentum ein kodifiziertes Gesetz namens Carte româneascǎ de învățătură (auch Pravila lui Vasile Lupu) ein.
Zwischen 1639 und 1649 wurden 47 Gesandtschaften des Fürstentum Moldau nach Moskau geschickt, um mit dem dortigen Großfürstentum einen Rückhalt gegenüber der Hohen Pforte zu erhalten. Außerdem suchte er ab 1645 gute Beziehungen zum Königreich Polen und verheiratete seine Tochter Maria mit dem litauischen Großkämmerer und späteren Großhetman  Janusz Radziwiłł.
Während des Chmelnyzkyj-Aufstandes 1648–1650 
1648 brach der Chmelnyzkyj-Aufstandes gegen Polen-Litauen aus, bei welchem ab 1650 auch Moldauer unter dem Kommando von Sila Woloschin und Mudrenko eine Allianz mit den Saporoger Kosaken bildeten. Die moldauischen Bojaren unterstützten jedoch im Gegensatz zu den meisten Bürgern die Polen. Der Hetman Bohdan Chmelnyzkyj musste eine mögliche Bedrohung durch den moldauischen Herrscher ausschalten und nahm deswegen Verhandlungen mit dem Sultan auf, die aber erfolglos blieben. Chmelnyzkyj nutzte einen Konflikt der Moldauer mit den Krimtataren, besetzte Jasi und zwang Vasile Lupu im Bund mit den Tataren zum Einlenken.
Nach dem Sieg der Polen unter König Jan II. Kasimir über die Kosaken und Krimtataren in der Schlacht bei Beresteczko im Jahr 1651 versuchte sich Vasile Lupu aus dem ihm auferlegten Bündnis wieder zu befreien. Er unterbrach die Verhandlungen mit den Kosaken und bemühte sich um eine Einigung mit dem polnischen König. Chmelnyzkyj beschloss erneut, den Souverän in ein Bündnis mit der Ukraine zu zwingen, und im Frühjahr 1652 zog eine ukrainische Armee an die Grenzen der Moldau. Nachdem er die polnischen Streitkräfte unter General Kalinowski in der Schlacht bei Batoh besiegt hatte, musste Vasile Lupu die Verhandlungen mit Chmelnyzkyj wieder aufnehmen und forderte ein dauerhaftes Bündnis. Um das neue Bündnis zu festigen, heiratete Vasiles Tochter Ruxandra am 31. August 1652 Tymofij Chmelnyzkyj, den Sohn des Ataman der Kosaken Bohdan Chmelnyzkyj.
Aufstände gegen Vasile Lupu 1652–1653 
Nach dem Abschluss dieser Union wandten sich aber die moldauischen Bojaren von ihrem Souverän ab. Diesen Umstand nutzten die Machthaber der Walachei und Siebenbürgens, mit deren Hilfe eine Verschwörung durch den Bojaren Gheorghe Ștefan organisiert wurde. Siebenbürgische Truppen marschierten in Moldawien ein, Verschwörungstruppen schlossen sich ihnen an und Vasile Lupu bat Chmelnyzkyj um Hilfe. Für Chmelnyzkyj war es sehr wichtig, einen Verbündeten auf dem moldauischen Thron zu halten und er sandte eine 12.000 Mann starke Kosakenarmee unter der Führung Tymofij Chmelnyzkyj ab. Die moldauischen Abteilungen schlossen sich den Kosaken an, gemeinsam wurde die Armee von Gheorghe Ștefan und den Siebenbürgern unter Johann Kemény 1652 geschlagen. Die aufständischen Bojaren wurden darauf von Georg II. Rákóczi und Matei Basarab unterstützt, im April 1653 musste Vasile nach Polen flüchten.
Nach einer kurzen Rückkehr auf seinen Thron versuchte er im Mai 1653 noch einmal in die Walachei einzubrechen, das Kriegsglück wandte sich aber endgültig gegen ihn. Die Walachen unter Fürst Matei Basarab besiegten die Truppen unter Tymofij Chmelnyzkyj am 27. Mai 1653 in der Schlacht bei Finta. Vasile Lupu unterlag Mitte Juli in der Schlacht an der Sirca und wurde von den Truppen unter Gheorghe Ștefan bis Oktober in Suceava belagert. Während der Belagerung wurde Tymofij getötet und die Kosaken zogen in die Ukraine ab.
Flucht und Gefangenschaft 1653–1661
Vasile Lupu war vollständig isoliert und konnte den moldauischen Thron nicht mehr behaupten. Er flüchtete zu den Krimtataren, wurde an  die Hohe Pforte ausgeliefert und im Yedikule-Gefängnis von Istanbul eingekerkert und erst 1661 einige Monate vor seinem Tode freigelassen.
Sein Sohn Ștefăniță Lupu konnte von Ende 1659 bis 1661 Fürst in Moldau sein.

## Ehen und Nachkommen
Vasile Lupu war  zuerst mit Tudosca (1600–1639), Tochter des Bojaren Costea Băcioc verheiratet.
Kinder waren
- Ioan († 1639)
- Maria (1627–1660), Ehefrau des Großhetmans von Litauen Janusz Radziwiłł
- Ruxandra (Roxana, 1632–1687), Ehefrau des Kosakenführers Tymofij Chmelnyzkyj

Danach heiratete Vasile Lupu 1645 die Tscherkessin  Ecaterina Cercheza (um 1620–1666).
Nachkommen waren
- Ștefăniță (1641–1661), Fürst von Moldau 1659–1661
- Ioan († 1648)
- Alexandru († 1648)